# 埃斯科讷伯夫
埃斯科讷伯夫（法語：Escornebœuf，法語發音：[ɛskɔʁnəbœf]）是法国热尔省的一个市镇，属于欧什区。

## 地理
埃斯科讷伯夫（43°39'17"N, 0°54'42"E）面积25.45 平方千米，位于法国奧克西塔尼大區热尔省，该省份为法国西南部内陆省份，北起顺时针与洛特-加龙省、塔恩-加龙省、上加龙省、上比利牛斯省、大西洋比利牛斯省和朗德省接壤。
与埃斯科讷伯夫接壤的市镇（或旧市镇、城区）包括：图热、日蒙、欧比耶、卡通维耶勒、蒙费朗萨韦斯、拉藏格、圣热尔米耶、圣玛丽。

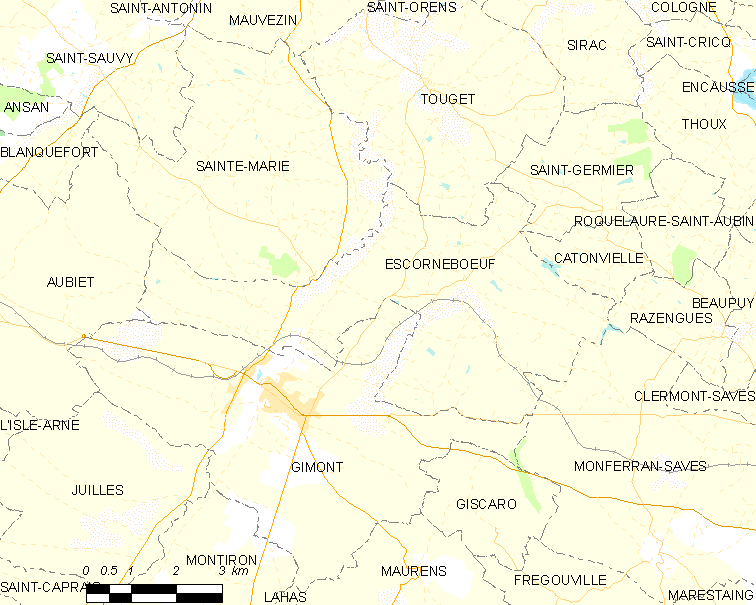
埃斯科讷伯夫的OSM定位图

埃斯科讷伯夫的时区为UTC+01:00、UTC+02:00（夏令时）。

## 行政
埃斯科讷伯夫的邮政编码为32200，INSEE市镇编码为32123。

## 政治
埃斯科讷伯夫所属的省级选区为日莫讷-阿拉茨县。

## 人口

1962-2008年间埃斯科讷伯夫人口变化图示

埃斯科讷伯夫于2022年1月1日时的人口数量为570人。